# Збірна Німеччини з баскетболу
Збірна Німеччини з баскетболу — національна баскетбольна команда, яка представляє Німеччину на міжнародній баскетбольній арені. Команда створена в 1934 році. Найбільш успішними досягненнями є золоті медалі чемпіонату Європи 1993 року, срібні медалі чемпіонату Європи 2005 року, золоті нагороди чемпіонату світу 2023 року та бронзові медалі чемпіонату світу 2002 року.